# ゲーム・チェンジ 大統領選を駆け抜けた女
『ゲーム・チェンジ 大統領選を駆け抜けた女』（ゲーム・チェンジ だいとうりょうせんをかけぬけたおんな、Game Change）は、2012年のアメリカ合衆国のテレビ映画。監督はジェイ・ローチ、出演はジュリアン・ムーアとウディ・ハレルソンなど。2008年アメリカ合衆国大統領選挙で共和党の副大統領候補となったアラスカ州知事サラ・ペイリンを描いた伝記映画である。原作は同選挙を取材したジャーナリストであるマーク・ハルペリンとジョン・ハイルマンの共著『大統領オバマは、こうしてつくられた』（翻訳：日暮雅通/朝日新聞出版）。
第64回エミー賞において、12部門でノミネートされ、ミニ・シリーズ/テレビ映画部門の作品賞や主演女優賞など5部門で受賞するなど様々な賞を受賞している（詳細は後述）。
日本ではWOWOWで2012年11月10日に放送された。

## キャスト
※括弧内は日本語吹替
- サラ・ペイリン: ジュリアン・ムーア（唐沢潤）
- スティーヴ・シュミット（英語版）: ウディ・ハレルソン（斎藤志郎）
- ジョン・マケイン: エド・ハリス（佐々木勝彦）
- リック・デーヴィス（英語版）: ピーター・マクニコル（二又一成）
- ニコール・ウォレス（英語版）: サラ・ポールソン（加藤優子）
- マーク・ウォレス（英語版）: ロン・リビングストン（落合弘治）
- トッド・ペイリン: デヴィッド・バリー・グレイ（咲野俊介） - サラの夫。
- ランディ・シューネマン（英語版）: ブライアン・ホウ（遠藤純一）
- ジョー・リーバーマン: オースティン・ペンドルトン
- メーガン・マケイン: ティファニー・ソーントン - マケインの長女。

## 作品の評価

### 映画批評家によるレビュー
Rotten Tomatoesによれば、批評家の一致した見解は「輝くスターキャストによる感情移入できる演技は『ゲーム・チェンジ 大統領選を駆け抜けた女』に信憑性とハートを与えているが、その政治的洞察は早すぎるとの感覚と遅すぎるとの感覚との間で揺れ動くことが多い。」であり、41件の評論のうち高評価は68%にあたる28件で、平均点は10点満点中7.08点となっている。
Metacriticによれば、25件の評論のうち、高評価は19件、賛否混在は5件、低評価は1件で、平均点は100点満点中74点となっている。

### 受賞歴
| 賞                                                   | 部門                                                         | 候補                   | 結果       |
| ---------------------------------------------------- | ------------------------------------------------------------ | ---------------------- | ---------- |
| 第70回ゴールデングローブ賞                           | ミニシリーズ/テレビ映画作品賞                                |                        | 受賞       |
| 第70回ゴールデングローブ賞                           | ミニシリーズ/テレビ映画主演男優賞                            | ウディ・ハレルソン     | ノミネート |
| 第70回ゴールデングローブ賞                           | ミニシリーズ/テレビ映画主演女優賞                            | ジュリアン・ムーア     | 受賞       |
| 第70回ゴールデングローブ賞                           | ミニシリーズ/テレビ映画助演男優賞                            | エド・ハリス           | 受賞       |
| 第70回ゴールデングローブ賞                           | ミニシリーズ/テレビ映画助演女優賞                            | サラ・ポールソン       | ノミネート |
| 第64回プライムタイム・エミー賞                       | ミニ・シリーズ/テレビ映画部門作品賞                          |                        | 受賞       |
| 第64回プライムタイム・エミー賞                       | ミニ・シリーズ/テレビ映画/スペシャル番組部門演出監督賞       | ジェイ・ローチ         | 受賞       |
| 第64回プライムタイム・エミー賞                       | ミニ・シリーズ/テレビ映画/スペシャル番組部門脚本賞           | ダニー・ストロング     | 受賞       |
| 第64回プライムタイム・エミー賞                       | ミニ・シリーズ/テレビ映画部門主演男優賞                      | ウディ・ハレルソン     | ノミネート |
| 第64回プライムタイム・エミー賞                       | ミニ・シリーズ/テレビ映画部門主演女優賞                      | ジュリアン・ムーア     | 受賞       |
| 第64回プライムタイム・エミー賞                       | ミニ・シリーズ/テレビ映画部門助演男優賞                      | エド・ハリス           | ノミネート |
| 第64回プライムタイム・エミー賞                       | ミニ・シリーズ/テレビ映画部門助演女優賞                      | サラ・ポールソン       | ノミネート |
| 第64回プライムタイム・クリエイティブアート・エミー賞 | ミニ・シリーズ/テレビ映画/スペシャル番組部門キャスティング賞 |                        | 受賞       |
| 第64回プライムタイム・クリエイティブアート・エミー賞 | ミニ・シリーズ/テレビ映画部門撮影賞                          | ジム・デノールト       | ノミネート |
| 第64回プライムタイム・クリエイティブアート・エミー賞 | シングルカメラ・ミニシリーズ/テレビ映画部門編集賞            | ルシア・ズッチェッティ | ノミネート |
| 第64回プライムタイム・クリエイティブアート・エミー賞 | ミニシリーズ/テレビ映画/スペシャル番組部門音楽賞             | セオドア・シャピロ     | ノミネート |
| 第64回プライムタイム・クリエイティブアート・エミー賞 | ミニシリーズ/テレビ映画部門音響賞                            |                        | ノミネート |
| 第19回全米映画俳優組合賞                             | ミニシリーズ/テレビ映画部門男優賞                            | ウディ・ハレルソン     | ノミネート |
| 第19回全米映画俳優組合賞                             | ミニシリーズ/テレビ映画部門男優賞                            | エド・ハリス           | ノミネート |
| 第19回全米映画俳優組合賞                             | ミニシリーズ/テレビ映画部門女優賞                            | ジュリアン・ムーア     | 受賞       |
| 第17回サテライト賞                                   | ミニシリーズ/テレビ映画作品賞                                |                        | ノミネート |
| 第17回サテライト賞                                   | ミニシリーズ/テレビ映画部門主演男優賞                        | ウディ・ハレルソン     | ノミネート |
| 第17回サテライト賞                                   | ミニシリーズ/テレビ映画部門主演女優賞                        | ジュリアン・ムーア     | 受賞       |
| 第17回サテライト賞                                   | テレビシリーズ/ミニシリーズ/テレビ映画部門助演女優賞         | サラ・ポールソン       | ノミネート |
| 第24回全米製作者組合賞                               | ロング・フォーム・テレビ番組プロデューサー賞                 |                        | 受賞       |